# Draga Svetojanska
Draga Svetojanska je vesnice v Chorvatsku v Záhřebské župě. Je součástí opčiny města Jastrebarsko, od něhož se nachází 8 km severozápadně. V roce 2011 zde žilo 153 obyvatel.

## Sousední vesnice
| Růžice kompasu | Špigelski Breg      |       |                    | Růžice kompasu |
| Růžice kompasu |                     | Sever | Ivančići           | Růžice kompasu |
| Růžice kompasu | Draga Svetojanska   |       | Ivančići           | Růžice kompasu |
| Růžice kompasu | Jih                 |       | Ivančići           | Růžice kompasu |
| Růžice kompasu | Bukovac Svetojanski |       | Gorica Svetojanska | Růžice kompasu |